# 墙柱

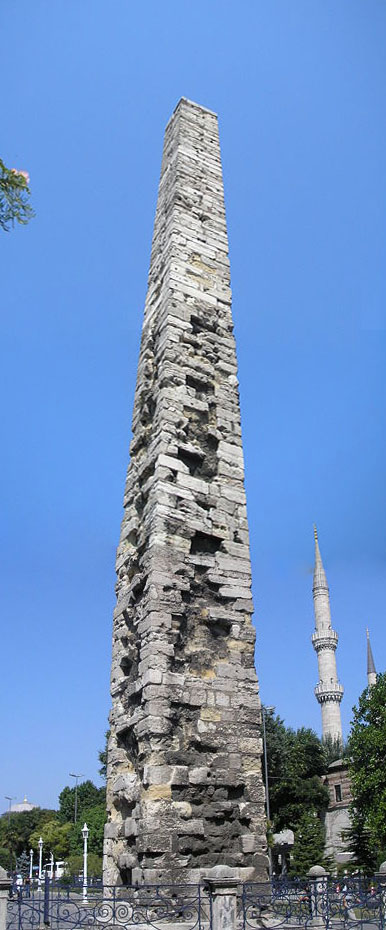
墙柱

墙柱（土耳其语：Örme Dikilitaş），又称君士坦丁方尖碑，位于土耳其伊斯坦布尔的君士坦丁堡赛马场（今苏丹艾哈迈德广场）的南侧，靠近蛇柱。

## 历史
这个方尖碑高32米，用石块建造。其精确的建造日期现在无法确定，但是它得名于君士坦丁七世，是在这位皇帝在公元10世纪下令将其修复之后。据记载，当时的这个方尖碑外面装饰着镀金铜牌，上面描绘君士坦丁七世的祖父巴西尔一世的胜利。在这个方尖碑的顶端，还有一个球。但是，在1204年，第四次十字军偷走并融化了这些镀金铜牌。 
由于年轻的土耳其新军喜欢攀爬这个方尖碑，以显示他们的实力，致使这个方尖碑的表面遭到了进一步的损坏。
今天，这个方尖碑的石质核心幸存了下来，被称为墙柱。
墙柱的形象出现于1953-1976年的500土耳其里拉纸币的背面。